# Stanley Turrentine
Stanley Turrentine (ur. 5 kwietnia 1934 w Pittsburghu, zm. 12 września 2000 w Nowym Jorku) – amerykański saksofonista jazzowy.

## Życiorys
Pochodził z muzycznej rodziny. Często koncertował ze swoją żoną Shirley Scott i starszym bratem Tommym, trębaczem. Z Jimmym Smithem stworzył znany duet soulowo-jazzowy (organy i saksofon).

## Wybrana dyskografia
- Stan „The Man” Turrentine (1960)
- Look Out! (1960)
- Up at Minton’s (1961)
- Z. T.'s Blues (1962)
- Joyride (1965)
- The Spoiler (1967)
- Pieces of Dreams (1974)
- Inflation (1980)
- Wonderland (1986)
- La Place (1989)
- If I Could (1994)